# Župnija Sv. Lenart
Župnija Sv. Lenart je rimskokatoliška teritorialna župnija dekanije Škofja Loka nadškofije Ljubljana.